# Semi Precious Weapons

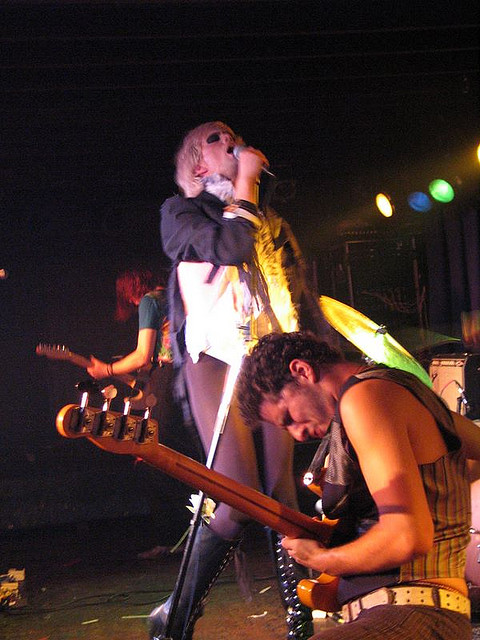
Semi Precious Weapons in 2007

Semi Precious Weapons is een Amerikaanse rockband. Hun eerste single, eveneens Semi Precious Weapons genaamd, kwam uit in maart 2010.
Deze band werd vooral bekend omdat ze het voorprogramma waren bij Lady Gaga's monster ball tour. Ze worden even extravagant bekeken als Gaga zelf. Eerder zaten ze al in de videoclip van Lady Gaga's nummer één hit Telephone.

## Discografie
- We Love You (2008)
- You Love You (2010)